# Piramide dell'indovino

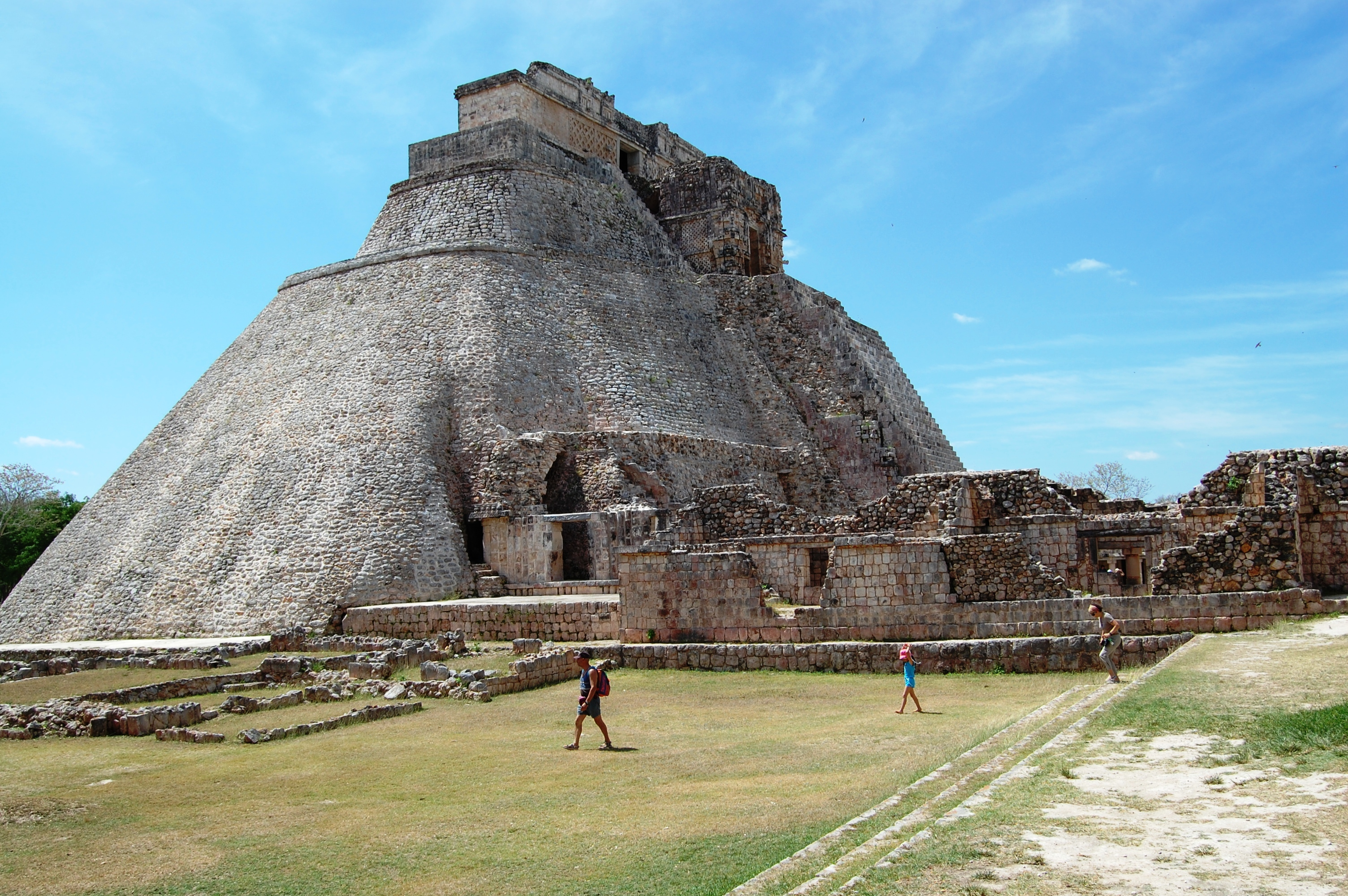
Piramide dell'indovino, Uxmal, Messico.

La Piramide dell'indovino (in lingua spagnola Pirámide del adivino) è una piramide a gradini mesoamericana sita nell'antica città di Uxmal in Messico. La struttura, anche definita come Piramide del nano e Casa el adivino, è la piramide più alta e più riconoscibile di Uxmal.

## Descrizione
La Piramide dell'indovino (El Adivino) è la struttura centrale nel complesso di rovine Maya di Uxmal. Uxmal si trova nella regione Puuc del Messico ed era una delle più grandi città della Penisola dello Yucatán. Nel suo periodo di maggior espansione, ospitava circa 25.000 Maya. Come altri siti della regione Puuc, la città fiorì dal 600 al 1000, con il grande periodo di costruzione che ebbe luogo tra il 700 e il 1000. Il nome Uxmal significa "costruita tre volte", in lingua maya, riferendosi ai molti strati di costruzione della sua struttura più imponente.
Il sito archeologico di Uxmal è stato designato Patrimonio dell'umanità, dall'UNESCO, nel 1996 in quanto si ritiene che le rovine delle strutture cerimoniali rappresentino l'apice dell'arte e dell'architettura della tarda era Maya. Essa domina il centro del complesso e si trova all'ingresso turistico della corte centrale. È posizionata sul lato orientale del sito, con il suo lato occidentale che si affaccia sul quadrangolo delle monacheed è situata in modo che la sua scala occidentale si affacci sul sole al tramonto al solstizio d'estate.
La costruzione del primo tempio piramidale iniziò nel VI secolo e la struttura fu ampliata nei successivi 400 anni.
La piramide cadde in rovina dopo il 1000 e fu successivamente saccheggiata durante la conquista spagnola dello Yucatán.
Il primo resoconto dettagliato della riscoperta delle rovine fu pubblicato da Jean Frederic Waldeck nel 1838. Il racconto di Waldeck su Uxmal ispirò John Lloyd Stephens e il suo amico illustratore, Frederick Catherwood, ad effettuare due visite prolungate al sito nel 1839 e 1841, per registrare e tracciare la pianta del complesso. Dai suoi appunti, Stephens pubblicò i suoi ormai famosi Incidents of Travel in the Yucatan ("Incidenti di viaggio nello Yucatan").
I restauri iniziarono nella metà del XIX secolo e la piramide venne sistemata. Nei primi anni 1970, fu intrapreso un importante progetto di conservazione da parte di archeologi del Instituto Nacional de Antropología e Historia (INAH). Lo scopo di questo sforzo era quello di consolidare i lati e le terrazze piane della piramide e migliorare l'integrità strutturale dei templi. Nel 1988 l'uragano Gilbert spazzò la penisola dello Yucatán, portando venti forti e abbondanti piogge nella zona che causarono ingenti danni all'esterno della piramide. Un esame post-uragano della struttura rivelò le crepe che si erano sviluppate nelle pareti del lato sud e su entrambi i lati della scala ovest. Venne notato anche un danno alle pareti verticali alla base della piramide, sul lato ovest.
Un gruppo di archeologi dell'INAH hanno avviarono immediatamente il processo di sviluppo di una strategia per la conservazione e la stabilizzazione. Il piano prevedeva il rafforzamento della facciata ovest, il monitoraggio di eventuali cambiamenti strutturali e l'implementazione di misure di emergenza nel caso di necessità. La cavità sotto la base della scala fu riempita di pietre, malta di cemento e intonaco. Vennero collocati sensori di movimento in punti critici per rilevare eventuali danni. Le immediate misure adottate per stabilizzare la piramide impedirono un catastrofico collasso, ma alla fine del 1997, gli archeologi notarono che si erano sviluppate piccole crepe nei muri della piramide. Gli sforzi per la conservazione sono ancora in corso e, come per  El Castillo a Chichén Itzá, ai visitatori del sito è ora vietato salire sulla piramide.

## Costruzione

### Dimensioni
L'altezza esatta della piramide è in discussione in quanto segnalata alta da 40 a 27,6 metri. L'altezza media accettata è di 35 metri, con la base che misura approssimativamente 69 per 49 metri. Nonostante l'assenza di una misurazione esatta, la piramide rimane la struttura più alta di Uxmal.
Si tratta della struttura maya più caratteristica della penisola dello Yucatan. La piramide è considerata unica per i suoi lati arrotondati, l'altezza considerevole, la pendenza ripida e la base insolitamente ellittica.

### Fasi di costruzione
L'edificio della piramide fu completato in più fasi, nell'arco di tre secoli durante la fine del periodo classico. Marta Foncerrada del Molina, nelle sue "Fechas de radiocarbono en el area Maya", data l'inizio della costruzione al VI secolo, continuato poi fino al X. "Questo posizionamento dipende sia dalla datazione al radiocarbonio, al 560 ± 50 per il Tempio basso ovest, sia dai dati stilistici della Foncerrada sui Templi interiori I e II". I Maya seguirono la tecnica tradizionale della sovrapposizione nella costruzione della piramide, aumentandone gradualmente l'altezza attraverso la costruzione di nuove strutture su quelle esistenti. La piramide, così com'è oggi, è il risultato di cinque templi annidati.
Parti del primo tempio sono visibili quando si sale per la scala occidentale; il secondo e il terzo tempio sono accessibili dalla scala orientale, attraverso una camera interna al secondo livello. Di fronte ad esso, il Tempio III, che forma un nartece, è il quarto tempio, che è chiaramente visibile dal lato ovest. Una scalata in cima alla scala est rivela il quinto tempio, situato in cima ai Templi II e III.
La struttura più antica, il Tempio I, è esposta sul lato ovest della struttura, alla base della piramide. Questa sezione risale approssimativamente al VI secolo, per deduzione da una data iscritta sull'architrave della porta e con datazione al radiocarbonio. La facciata di questa struttura è pesantemente decorata con maschere del dio della pioggia, Chaac, una caratteristica dell'architettura in stile Chenes, anche se le maschere potrebbero essere state aggiunte in un secondo momento. Il resto della struttura è coperto da una successiva costruzione. Il passaggio che portava a questa struttura fu chiuso dopo le piogge torrenziali dell'uragano Gilbert del 1988 per assicurare la conservazione storica dell'edificio.
Al Tempio II si può accedere attraverso un'apertura nella parte superiore della scala orientale. Questo tempio è stato solo parzialmente scavato. La sua camera centrale è sostenuta da colonne e ha un tetto a pettine che è visibile attraverso una trincea nel pavimento del Tempio V. Il Tempio III è costruito sul retro del Tempio II e non è visibile dall'esterno. Consiste in un piccolo santuario centrale e un'anticamera.

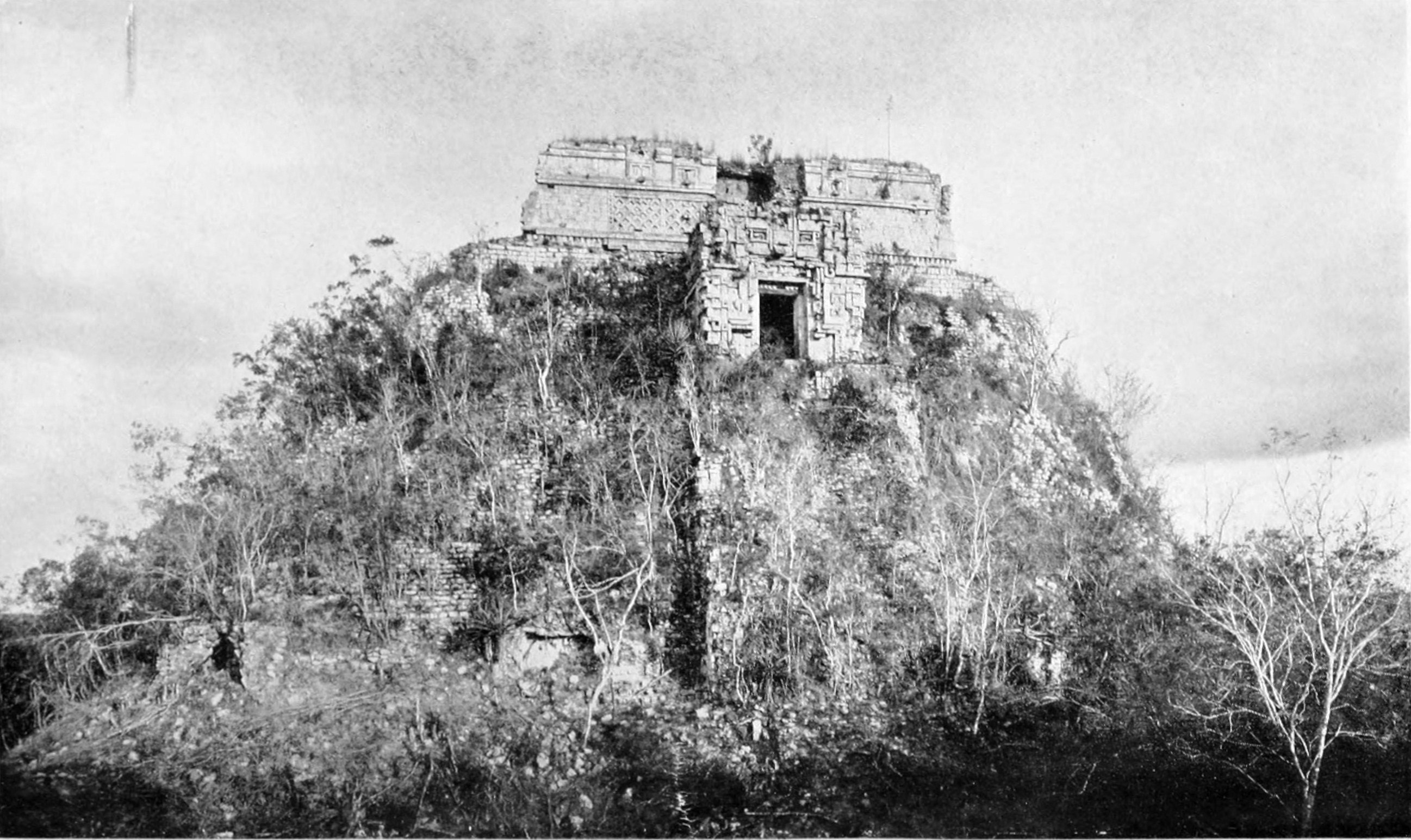
"Casa dell'indovino" nel 1913

Il Tempio IV è inserito sul lato ovest e ha le decorazioni più ricche. Costruito in stile Chenes, la facciata rappresenta la maschera di Chaac, le cui fauci fungono da porta. L'intera facciata è ricoperta da maschere del dio della pioggia e ornamenti a traliccio. Entrambi i templi superiori sono fortemente influenzati dallo stile architettonico di Chenes.
Il Tempio V, noto anche come La casa dell'indovino o sortilego, è l'edificio sommitale della piramide. Questa struttura si trova in cima alla piramide e risale al IX secolo. Il Tempio V è composto da tre stanze e presenta anche decorazioni a reticolo.
Ci sono due scale che portano in cima alla piramide, entrambe con un angolo di 60°.
La scala orientale è la più larga delle due, a partire dalla base della struttura fino al tempio superiore. Vicino alla cima della scala c'è un tempio interno più piccolo che taglia la scala stessa.
La scala occidentale si affaccia sul quadrilatero delle monache ed è riccamente decorata rispetto all'altra. Lungo i due lati di questa scala più stretta, si allineano delle immagini del dio della pioggia Chaac. Quando i devoti salivano le scale verso il tempio superiore, salivano cerimoniosamente le "Scale degli Dei" verso l'altare sacrificale.

### Stili architettonici
Le parti iniziali della piramide sono state costruite nello stile Puuc: piuttosto nude nella parte inferiore e molto ornate ai livelli più elevati. L'architettura del primo Puuc comprendeva creste del tetto, fregi inclinati e un'assenza di decorazioni a mosaico. Più tardi gli stili Puuc furono caratterizzati dall'uso del calcare nella costruzione, spesso con superfici lisce, finiture in gesso (stucco), maschere e altre rappresentazioni del dio della pioggia Chaac prevalenti nello stile lungo le linee orizzontali. Si pensa che i lati della piramide fossero decorati con stucchi con colori diversi, ognuno dei quali rappresentava una direzione.
IL disegno Chenes era prevalente nelle costruzioni della fine del periodo classico Maya, caratterizzato da porte circondate da una singola maschera di una creatura, con l'ingresso che serviva da bocca. Le facciate delle strutture multi-camera di Chenes erano spesso divise in tre parti, con la parte centrale che si protendeva o si allontanava dal resto della facciata. Le camere ero tipicamente adornate con maschere di Chaac. Le caratteristiche Chenes si trovano in tutti i templi superiori della piramide.

## Restauro e stato attuale
La piramide dell'indovino rimane l'attrazione turistica centrale nel complesso di Uxmal. All'ingresso del sito sono ora presenti moderne strutture, immediatamente di fronte alla piramide, tra cui una caffetteria, un negozio di souvenir e servizi igienici. C'è anche un piccolo museo e auditorium. Il sito è aperto dalle 8:00 alle 17:00, con uno spettacolo di suoni e luci, presentato in inglese e spagnolo ogni sera. La Piramide dellindovino è il punto focale dello spettacolo.

## Leggende
Il nome della struttura è derivato dalla Leggende popolari raccontate dagli indigeni Maya. L'era di questi racconti è sconosciuta, così come il nome precolombiano della struttura. Vi sono diversi resoconti riguardanti la costruzione della piramide.
Secondo una versione, un dio - mago, chiamato Itzamna, avrebbe eretto la piramide in una notte, usando la sua forza e la sua magia.
Un altro racconto sostiene che quando suonava un certo gong, la città di Uxmal era destinata a cadere per mano di un ragazzo "non nato da donna". Un giorno il gong venne colpito da un  nano che era nato senza madre, ma piuttosto da un uovo di una vecchia senza figli (secondo una guida turistica di Uxmal, questo uovo era un uovo di iguana e la donna una strega). Il suono del gong impaurì il sovrano della città il quale ordinò che il nano dovesse essere giustiziato. Subito dopo il sovrano riconsiderò la condanna a morte e promise che la vita del nano sarebbe stata risparmiata se avesse potuto eseguire tre compiti apparentemente impossibili. Uno dei compiti era costruire un'enorme piramide, più alta di qualsiasi edificio della città, in una sola notte. Alla fine il nano completò tutti i compiti, compresa la costruzione della piramide e fu salutato come il nuovo sovrano di Uxmal e la struttura fu dedicata a lui.
Una versione leggermente diversa di questa storia è raccontata da Hans Li in "The Ancient Ones".
La leggenda narra che questo tempio - piramide fu costruito da un potente mago nano, che era stato estratto da un uovo da sua madre. Sotto la minaccia di un re di Uxmal gli fu ordinato di costruire questo tempio entro due settimane, altrimenti avrebbe perso la vita.
In altre versioni sopravvissute, la vecchia viene ritratta come una strega o maga e il nano è un ragazzo che magicamente raggiunge l'età adulta durante la notte.
Segue la leggenda ufficiale raccontata a John Lloyd Stephens, nel 1840, da un nativo Maya locale:
The old woman was delighted and called the baby her son.  She provided it with a nurse and took good care of it so that within a year it was walking and talking like a man.  It stopped growing after a year and the old woman was very proud of her son and told him that one day he would be a great Lord or King.
One day, she told her son to go the House of the Governor and challenge the King to a trial of strength.  The dwarf didn't want to go at first but the old woman insisted and so to see the King he went.  The guards let him in and he threw down his challenge to the King. The King smiled, and told the dwarf to lift a stone that weighed three arrobas 34kg (75 pounds).  At this the dwarf cried and ran back to his mother.  The witch was wise, and told her son to tell the King that if the King would lift the stone first, then he would lift it also.  The dwarf returned and told the King what his mother told him to say. The king lifted the stone and the dwarf did the same.  The King was impressed, and a little nervous, and tested the dwarf for the rest of the day with other feats of strength.  Each time the King performed an act, the dwarf was able to match it.
The King became enraged that he was being matched by a dwarf, and told the dwarf that in one night he must build a house higher than any other in the city or he would be killed. The dwarf again returned crying to his mother who told him to not lose hope, and that he should go straight to bed.  The next morning the city awoke to see the Pyramid of the Dwarf in its finished state, taller than any other building in the city.
The King saw this building from his palace and was again enraged.  He summoned the dwarf and ordered one final test of strength.  The dwarf had to collect two bundles of Cogoil wood, a very strong and heavy wood, and the king would break the wood over the head of the dwarf, and after that the dwarf could have his turn to break the wood over the King's head.
The dwarf again ran to his mother for help. She told him not to worry and placed an enchanted tortilla on his head for protection. The trial was to be performed in front of all the great men of the city.  The King proceeded to break the whole of his bundle over the dwarf’s head, one stick at a time.   The King failed to injure the dwarf and then tried to bow out of his challenge.  In full view of the town’s great men, though, he knew he had no choice but to go ahead and let the dwarf have his turn.
The second stick of the dwarf’s bundle broke the Kings skull into pieces and he fell dead at the foot of the dwarf, who was hailed as the new King.»
La vecchia donna fu deliziata e disse che il bambino era suo figlio. Lo affidò ad una balia e si prese cura di lui in modo che in un camminò e parlò come un uomo ma smise di crescere: la vecchia era molto orgogliosa di suo figlio e gli disse che un giorno sarebbe stato un grande Signore o Re.
Un giorno, disse a suo figlio di andare dal Governatore e sfidarlo in una prova di forza. Il nano, all'inizio, non voleva andare, ma la vecchia insistette e così si recò dal re. Le guardie lo fecero entrare e lui lanciò la sua sfida al re. Questi sorrise e disse al nano di sollevare una pietra che pesava tre arrobati (34 kg.). A questo punto il nano urlò e corse di nuovo da sua madre. La strega era saggia e disse a suo figlio di dire al re che fosse prima lui a sollevava la pietra, e poi l'avrebbe sollevata anche lui. Il nano tornò e disse al re ciò che sua madre gli aveva detto. Il re sollevò la pietra e il nano fece la stessa cosa. Il re fu colpito e un po' innervosito, e mise alla prova il nano per il resto della giornata con altre prove. Ogni volta che il re eseguiva una prova, il nano era in grado di eguagliarla.
Il re si infuriò per essere stato eguagliato da un nano e gli disse che in una notte avrebbe dovuto costruire una casa più alta di qualsiasi altra esistente in città o sarebbe stato ucciso. Il nano tornò di nuovo a piangere da sua madre che gli disse di non perdere la speranza, e che avrebbe dovuto andare subito a letto. Il mattino seguente la città si svegliò e vide la Piramide del Nano finita, più alta di qualsiasi altro edificio della città.
Il re vide questo edificio dal suo palazzo e si infuriò nuovamente. Convocò il nano e ordinò un'ultima prova di forza. Il nano avrebbe dovuto raccogliere due fasci di legno di Cogoil, un legno molto forte e pesante, e il re gli avrebbe spezzato i legni sopra la testa, dopodiché il nano avrebbe potuto battere il legno sopra la testa del re.
Il nano corse di nuovo da sua madre in cerca di aiuto, e lei gli disse di non preoccuparsi e mise una tortilla incantata sulla sua testa per proteggerlo. La prova doveva essere eseguita di fronte a tutti i grandi uomini della città. Il re continuò a rompere l'intero fascio di legna sulla testa del nano, un bastone alla volta, ma non riuscì a ferirlo e cercò di abbandonare la sfida. In presenza dei grandi uomini della città, però, sapeva che non aveva altra scelta che andare avanti e lasciare che il nano potesse, a sua volta, fargli lo stesso servizio.
Il secondo bastone del fascio del nano spezzò il cranio del re che cadde morto ai suoi piedi e il nano fu salutato come il nuovo re.»
(Edward Ranney Stonework of the Maya)

## Citazioni
Stephens e Catherwood visitarono Uxmal per la prima volta nel 1839 e poi di nuovo durante la loro spedizione del 1841. Descrivendo la sua prima visione delle rovine, Stephens scrisse: 
...The place of which I am now speaking was beyond all doubt once a large, populous, and highly civilized city. Who built it, why it was located away from water or any of those natural advantages which have determined the sites of cities whose histories are known, what led to its abandonment and destruction, no man can tell.»
... Il luogo di cui sto parlando ora era oltre ogni dubbio una volta una grande città, popolosa e molto civilizzata. Chi l'abbia costruita, perché si trovasse lontano dall'acqua o da quei vantaggi naturali che hanno determinato i siti di città di cui si conoscono le storie, ciò che ha portato al suo abbandono e alla sua distruzione, nessuno può dirlo.»
(John Lloyd Stephens, Incidents of Travel in Central America, Chiapas, and Yucatán)
(Octavio Paz, The Other Mexico: Critique of the Pyramid.)
(Hans Helfritz,  Mexican Cities of the Gods: An Archeological Guide)